# Тринидад и Тобаго на Светском првенству у атлетици на отвореном 1983.
Тринидад и Тобаго је учествовао на 1. Светском првенству у атлетици на отвореном 1983. одржаном на Олимпијском стадиону у Хелсинкију од 7. до 14. августа. Репрезентацију Тринидада и Тобага представљало је 5 учесника (4 мушкарца и 1  жена) у 5  дисциплина  4 мушке и 1 женска).
На овом првенству Тринидад и Тобаго није освојиоа ниједну медаљу. Није било нових националних,личних и  рекорда сезоне. У табели успешности према броју и пласману такмичара који су учествовали у финалним такмичењима (првих 8 такмичара) Тринидад и Тобаго је имао једног представника и са два бода делио 36. место са Кенијом и Сенегалом.
| Пласман | Земља            | 1. место | 1. место | 2. место | 2. место | 3. место | 3. место | 4. место | 4. место | 5. место | 5. место | 6. место | 6. место | 7. место | 7. место | 8. место | 8. место | Укупано финалиста | Укупано бодова |
| Пласман | Земља            | Бп       | Бод      | Бп       | Бод      | Бп       | Бод      | Бп       | Бод      | Бп       | Бод      | Бп       | Бод      | Бп       | Бод      | Бп       | Бод      | Укупано финалиста | Укупано бодова |
| ------- | ---------------- | -------- | -------- | -------- | -------- | -------- | -------- | -------- | -------- | -------- | -------- | -------- | -------- | -------- | -------- | -------- | -------- | ----------------- | -------------- |
| 39.     | Тринида и Тобаго | 0        | 0        | 0        | 0        | 0        | 0        | 0        | 0        | 0        | 0        | 0        | 0        | 0        | 1        | 1        | 0        | 0                 | 2              |

## Учесници
| Мушкарци: - Кристофер Бретвејт — 100 м, 200 м - Терстон Рос — 100 м - Мајкл Пол — 400 м, - Мајк Соломон — 400 м, 800 м | Жене: - Естер Хоуп — 100 м |  |

## Резултати

### Мушкарци
| Атлетичар          | Дисциплина | Лични рекорд | Квалификације   | Квалификације  | Четвртфинале         | Четвртфинале         | Полуфинале           | Полуфинале           | Финале               | Финале       | Детаљи |
| Атлетичар          | Дисциплина | Лични рекорд | Резултат        | Место          | Резултат             | Место                | Резултат             | Место                | Резултат             | Место        | Детаљи |
| ------------------ | ---------- | ------------ | --------------- | -------------- | -------------------- | -------------------- | -------------------- | -------------------- | -------------------- | ------------ | ------ |
| Терстон Рос        | 100 м      | 10,42        | 11,08 (−1,0)    | 5. у кв. 1     | Ниje се квалификовао | Ниje се квалификовао | Ниje се квалификовао | Ниje се квалификовао | Ниje се квалификовао | 56 / 64 (67) |        |
| Кристофер Бретвејт | 100 м      | 10,35        | 10.33 (+2,3) КВ | 2. у кв. 8     | 10,57 (+0,8)         | 5. у чф. 1           | Ниje се квалификовао | Ниje се квалификовао | Ниje се квалификовао | 35 / 64 (67) |        |
| Кристофер Бретвејт | 200 м      | 21,02        | 21,14 (−0,4) кв | 4. у чф. 3     | 20,28 (−0,4)         | 6. у гр. 3           | Ниje се квалификовао | Ниje се квалификовао | Ниje се квалификовао | 24 / 48 (57) |        |
| Мајкл Пол          | 400 м      | 44,88 НР     | 46.33 КВ        | 1. у кв. 4     | 46,44 КВ             | 3. у чф. 3           | 45,83 КВ             | 4 у пф. 1            | 45,80                | 7 / 47 (55)  |        |
| Мајк Соломен       | 400 м      | 46,20        | Није стартовао  | Није стартовао | Није стартовао       | Није стартовао       | Није стартовао       | Није стартовао       | Није стартовао       | БП           |        |
| Мајк Соломен       | 800 м      | 1:46,17 НР   | 1:47,30 КВ      | 4. у кв. 7     |                      |                      | 1:47,10              | 5. у пф. 3           | Није се пласирао     | 7 / 41 (42)  |        |

### Жене
| Атлетичарка | Дисциплина | Лични рекорд | Квалификације   | Квалификације | Четвртфинале          | Четвртфинале          | Полуфинале            | Полуфинале            | Финале                | Финале        | Детаљи |
| Атлетичарка | Дисциплина | Лични рекорд | Резултат        | Место         | Резултат              | Место                 | Резултат              | Место                 | Резултат              | Место         | Детаљи |
| ----------- | ---------- | ------------ | --------------- | ------------- | --------------------- | --------------------- | --------------------- | --------------------- | --------------------- | ------------- | ------ |
| Естер Хоуп  | 100 м      |              | 12.19 (+1,2) ЛР | 5. у кв. 3    | Ниje се квалификовали | Ниje се квалификовали | Ниje се квалификовали | Ниje се квалификовали | Ниje се квалификовали | =34 / 47 (49) |        |